# خلیل جواد خالدی
خلیل جواد بن بدر خالدی (۱۸۶۶–۱۹۴۱) فقیه حنفی، قاضی و ادیب فلسطینی بود که برای نسخه‌پژوهی و و نسخه‌شناسی‌اش شهرت داشت. او از مدرسهٔ قضاوت شرعی استانبول فارغ‌التحصیل شد. در بسیاری از جای‌های آناتولی به قضاوت گماشته شد. به ریاست دادگاه عالی استیناف قدس رسید. به مغرب، اسپانیا و شام سفرها کرد. پس از آن، در قدس مستقر شد و در قاهره درگذشت. کتابخانهٔ شخصی او که ۵۰۰۰ جلد می‌شد، به کتابخانهٔ مسجد الاقصی در سال ۱۹۷۸ واگذار شد.

## آثار
- الإختیارات الخالدیه: در ادبیات.
- خاطرات: پنجاه جلد، دربارهٔ آنچه از کتاب‌ها و کتابخانه‌هایی که دیدار کرد.[۱]
- حدود اصول فقه
- سفرم به سرزمین مغرب و اندلس